# Физир Ф1В
Fizir F1V (Физир Ф1V) — югославский одномоторный двухместный разведывательный биплан. Строительство велось на югославских авиазаводах Zmaj и Rogožarski в период с 1928 по 1932 год. Самолёт являлся базовой конструкцией, которую инженер Рудольф Физир модифицировал путём установки различных авиационных двигателей.

## Проектирование и разработка
Во время первой войны Королевства Югославии в 1925 году Рудольф Физир спроектировал разведывательный самолёт-биплан. Он был оснащён двигателем Maybach мощностью 260 л. с., а прототип был изготовлен в мастерской авиационного полка ВВС Нови-Сада. В конце ноября 1925 года лётчик-испытатель Владимир Стрижевский совершил первый испытательный полет. В дальнейших разработках самолёта также принимал участие Душан Станков. При его содействии было создано пять модификаций с другими двигателями, а также 32 серийные машины пошли на экспорт, обозначенных как Fizir F1V. Обычно они обозначались как «Fizir-Maybach 260 л.с». В 1930 году самолёты начали производиться на заводе Zmaj. Завод производил гидро версию самолёта. Завод произвёл 15 гидросамолётов Fizir F1V с двигателем Wright и 5 гидросамолётов Fizir F1M с двигателем Jupiter для военно-морской авиации. Также, завод Zmaj в 1932 году переоборудовал самолёт Fizir с двигателями Maybach на двигатели Lorraine-Dietrich мощностью 400 л.с. В виду чего появилась новая версия самолёта Fizir-Loren.

## История эксплуатации
Сразу после заводских испытаний 8 октября 1926 года пилот Владимир Стрижевский совершил перелёт на самолёте по маршруту Нови-Сад-Скопье-Мостар-Сараево-Загреб и вернулся обратно в Нови-Сад. Расстояние составило около 1410 км., которое было пройдено за 8 часов 40 минут, что достаточно неплохо для самолёта того времени.
После данного перелёта самолёт был заявлен на международный конкурс Малой Антанты в Польше, где он был одним из 14 участников. На конкурсе он занял первое место, хотя на конкурсе были и конкурсанты вдвое мощнее Fizir F1V.
После удовлетворительных результатов на испытаниях и после победы на конкурсе было принято решение запустить самолёт в серийное производство, но в качестве промежуточного учебно-тренировочного самолёта, а не в качестве самолёта-разведчика, как изначально задумывалось. Для того, чтобы сделать самолёт учебным, были внесены некоторые корректировки в конструкцию, например, было добавлено дублирующее управление. Вскоре, возникли проблемы с поставками двигателя Maybach. Из-за чего на самолёт начали ставить различные двигатели других производителей.
На Fizir F1V лётчики учились управлять разведывательными самолётами или лёгкими бомбардировщиками. Самолёт постепенно начал вытеснять устаревший самолёт Hansa-Brandenburg C.I. К концу 1928 года было выпущено двадцать экземпляров, а в 1929 году — двенадцать. В 1936 году учебные самолёты Fizir F1V были сняты с вооружения в пользу более нового Fizir FP-2. После начала Второй мировой войны, самолёты ещё состояли на вооружении и использовались в качестве учебных и самолётов связи.
В 1930 году по заказу командования ВМС (Военно-Морских Сил) заводом Zmaj был разработан разведывательный гидросамолёт, известный как Fizir-Jupiter или «Veliki Fizir» (рус. — «Большой Физир»). Они использовались военно-воздушными силами Югославии в качестве разведывательного гидросамолёта или буксировщика мишеней для зенитных учений. На одном из этих самолётов в 1931 году был установлен обтекатель, спроектированный NACA (известный также как «Капот NACA») для улучшения охлаждения двигателя Jupiter и снижения лобового сопротивления. Данные самолёты принимали участие во Второй мировой войне. Известно, что три образца были захвачены итальянской армией, но по поводу их применения войсками противника ничего не известно.

## Модификации
- Fizir F1 — Прототип. Установлен 6-цилиндровый двигатель Maybach Mb.IVa мощностью 260 л. с. (190 КВт.). Произведён в 1925 году;
- Fizir F1V-Maybach — серийная версия Fizir F1. Произведено 32 самолёта в 1928 году;
- Fizir F1V-Loren — Установлен двигатель Lorraine-Dietrich 12Eb W-12 мощностью 450 л. с.(340 КВт.). Первый прототип произведён в 1928 году. 15 самолётов с Maybach оснастили двигателем Lorraine в 1933 году;
- Fizir F1V-Hispano — Установлен двигатель Hispano-Suiza 12G V-12 мощностью 450 л. с. (340 КВт.). Произведён один прототип в 1928 году;
- Fizir F1V-Wright — Установлен радиальный двигатель Wright Whirlwind J-5 мощностью 220 л. с. (160 КВт.). Один прототип и 15 произведённых серийно в 1930 году;
- Fizir F1M-Jupiter «Veliki Fizir» — Гидросамолёт. Установлен радиальный двигатель Gnome-Rhône 9A / IAM 9AD мощностью 420 л. с. (310 КВт.). Произведено 5 самолётов в 1930 году;
- Fizir F1G-Castor — Установлен 7-цилиндровый радиальный двигатель Walter Castor мощностью 240 л. с. (180 КВт.). Произведён 1 прототип в 1931 году;
- Fizir F1G-Titan — Установлен 7-цилиндровый радиальный двигатель Bristol Titan мощностью 230 л. с. (170 КВт.). Произведён 1 прототип в 1931 году.

## Характеристики (Fizir F1V)

#### Основные характеристики.
- Экипаж: 2 чел.;
- Длина: 10,21 м.;
- Размах крыльев: 12,71 м.;
- Высота: 3,10 м.;
- Масса: 1100 кг.;
- Лётная масса: 1450 кг.;
- Силовая установка: 1 × 6-цилиндровый Maybach Mb.IVa, мощностью 260 л. с. (190 КВт.).

#### Лётные характеристики.
- Максимальная скорость: 176 км/ч;
- Максимальная высота полёта: 6000 м.;
- Скорость набора высоты: 3,46 м/с для 5000 м.